# 분노의 악령
《분노의 악령》(영어: The Fury)은 미국에서 제작된 브라이언 드팔마 감독의 1978년 초자연 공포 스릴러 영화이다. 전직 CIA 요원이 아들을 구하기 위해 아들과 정신으로 교감이 가능한 한 텔레파시 능력자 여성을 찾으면서 시작되는 이야기이다. 커크 더글러스, 존 캐서베티스 등이 출연하였고, 프랭크 여블란스 등이 제작에 참여하였다. 여주인공의 동급생 역으로 나온 대릴 해나의 첫 영화 출연작이기도 하다. 《전율의 텔레파시》로도 알려져있다.

## 줄거리
전 중앙 정보국(CIA) 요원 피터의 아들 로빈은 초능력이 있는 사람들을 세뇌하고 무기화하려는 정부의 음모에 휩쓸려 피터의 옛 동료 벤에게 붙잡힌다. 피터는 염력, 초감각적 지각, 텔레파시 능력을 지닌 고등학생 길리언과 힘을 합쳐 피터를 찾아 나선다.

## 출연진
- 커크 더글러스
- 존 캐서베티스
- 캐리 스노드그레스
- 찰스 더닝
- 에이미 어빙
- 피오나 루이스
- 앤드루 스티븐스
- 캐럴 로슨
- 대릴 해나
- 로라 이네스

## 기타 제작진
- 협력 제작: 잭 B. 번스틴
- 배역: 린 스톨매스터
- 미술: 빌 맬리